# Midland County (Michigan)
Midland County is een county in de Amerikaanse staat Michigan.
De county heeft een landoppervlakte van 1.350 km² en telt 82.874 inwoners (volkstelling 2000). De hoofdplaats is Midland.

## Bevolkingsontwikkeling

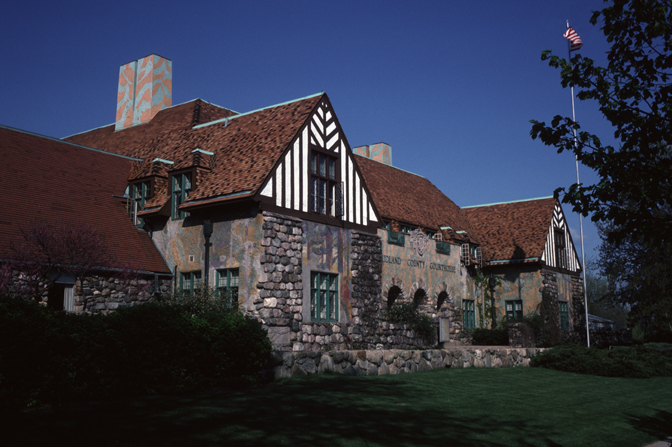
Midland County Courthouse